# Waldglashütte im Reiherbachtal

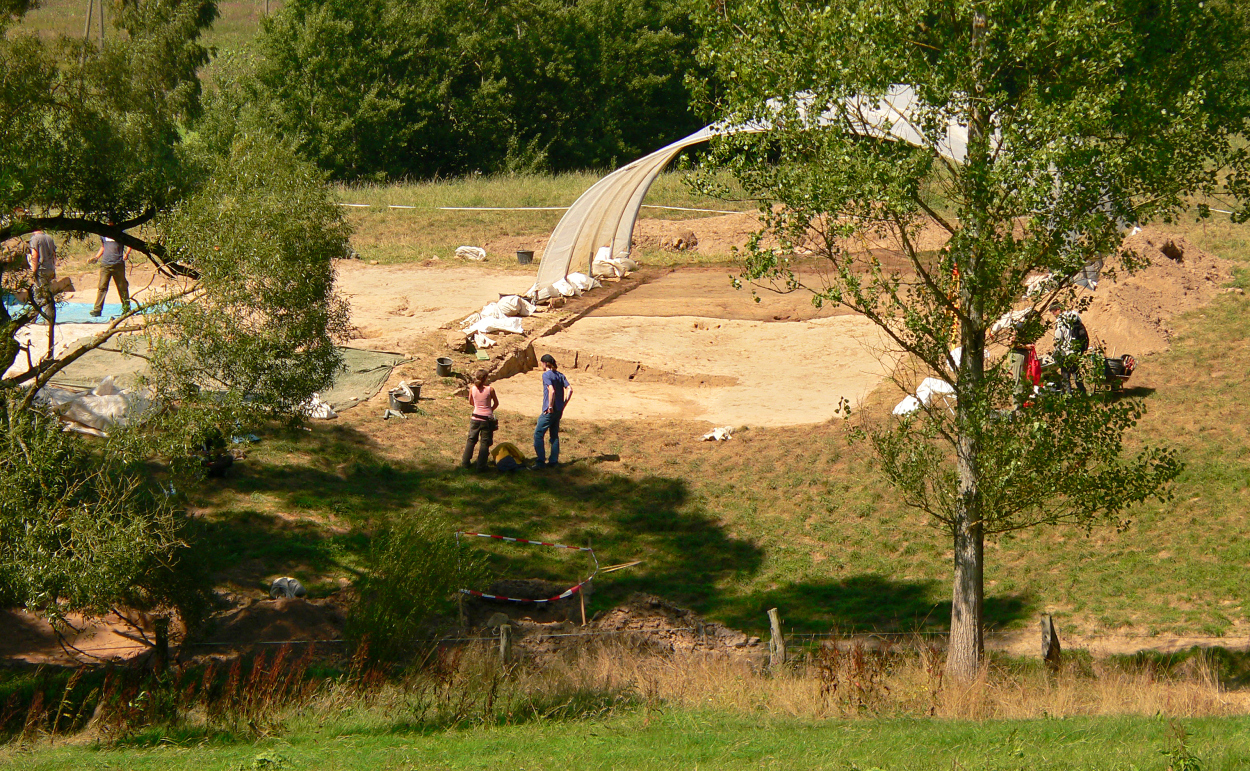
Ausgrabung der Waldglashütte im Reiherbachtal, August 2013

Die Waldglashütte im Reiherbachtal, auch als Glashütte Kreickgrund I bezeichnet, war eine spätmittelalterliche Glashütte, die im Tal des Reiherbachs zwischen Polier und Bodenfelde im heute niedersächsischen Solling lag. Die Relikte der Glashütte, die während des 15. Jahrhunderts Waldglas herstellte, liegen heute im Erdreich einer Wiese an einem kleinen Bachlauf. Seit dem Jahr 2012 wird die Stelle, an der sich oberirdisch keine Baulichkeiten erhalten haben, von der Martin-Luther-Universität Halle-Wittenberg archäologisch untersucht.

## Lage

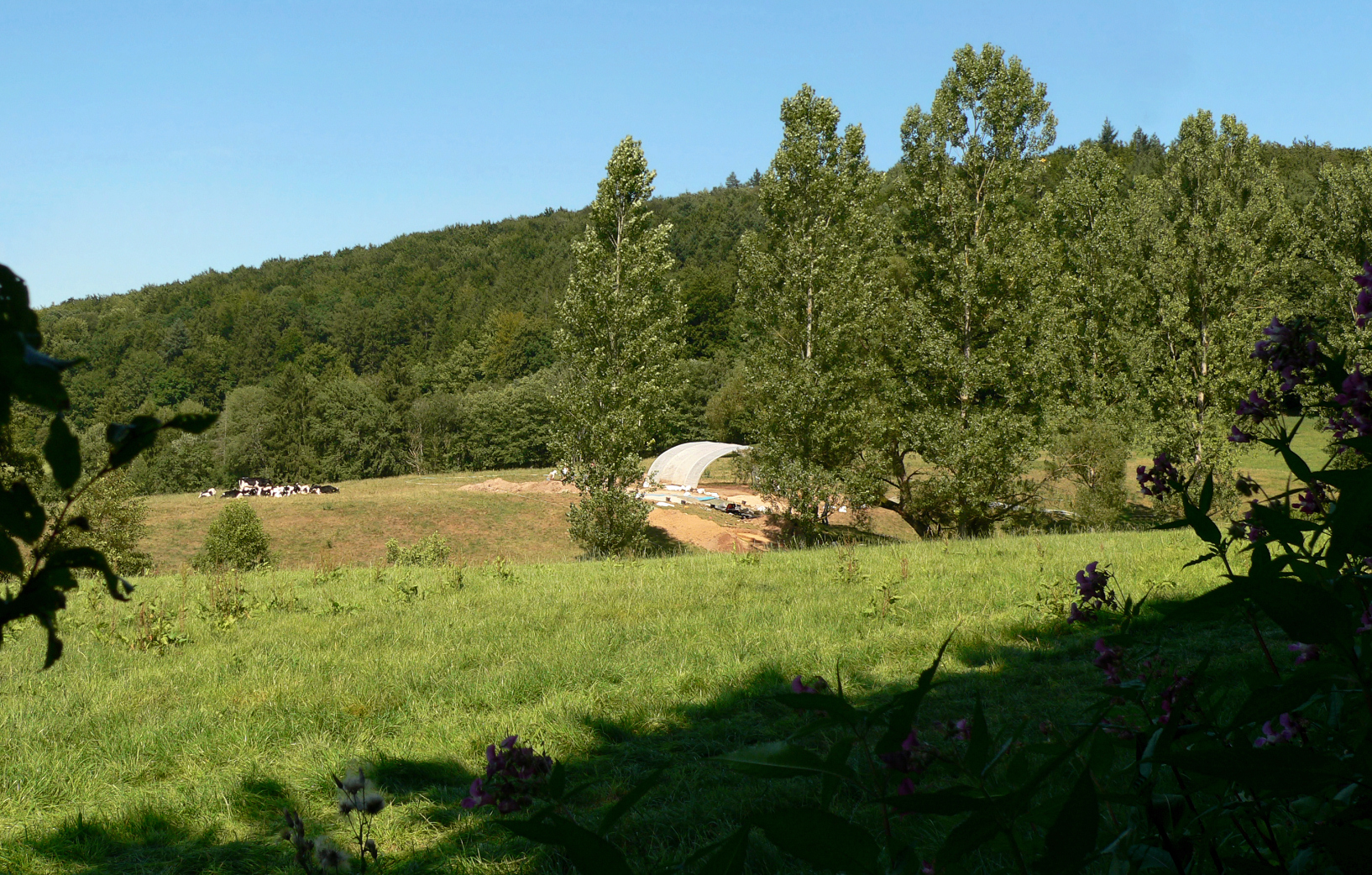
Reiherbachtal im Bereich des Kreickgrundes mit Bachlauf und Grabungsstelle

Die Waldglashütte lag etwa zwei Kilometer nördlich von Bodenfelde in dem vom Reiherbach durchflossenen Reiherbachtal östlich der Landesstraße 551 auf 150 Meter ü. NN. Die Fundstelle befindet sich in Höhe eines namenlosen Tals, das früher die Bezeichnung Kreickgrund trug und ein östliches Nebental des Reiherbachtals darstellt. Unmittelbar an der früheren Glashütte führt ein kleiner Bach vorbei, der weiter oberhalb nahe der Erhebung Heidkopf entspringt und das langgestreckte Wiesental des Kreickgrundes durchfließt. Weiter oberhalb im Tal bestand die frühmittelalterliche Waldglashütte im Kreickgrund.

## Allgemeines
Im näheren Umfeld von Bodenfelde finden sich in Tälern und höher gelegenen Waldbereichen mindestens 11 frühere Glashüttenstandorte. Das Gebiet zwischen Bodenfelde und Nienover diente über Jahrhunderte als Standort für Waldglashütten.
Im Solling tauchen mittelalterliche Waldglashütten bereits im 12. Jahrhundert auf, wie die Waldglashütte am Giersberg. In der spätmittelalterlichen Wüstungsperiode im 14. Jahrhundert ist eine Hüttentradition kaum noch nachweisbar, während in der frühen Neuzeit im 16. Jahrhundert eine neue Produktionsphase einsetzte, von der beispielsweise die Waldglashütte am Lakenborn zeugt. Bis ins 20. Jahrhundert gehörte das waldreiche Weserbergland einschließlich des Sollings zu den wichtigsten Herstellungsgebieten von Glas in Europa. Die Glasmacherei war hier ein exportierendes Spezialgewerbe, dem eine überregionale und internationale Bedeutung zukam. Die Hütten lagen meist in abgelegenen Waldgebieten, die für andere Zwecke wie die Jagd wenig lohnend waren. Nicht unerheblich profitierten die Landesherren als Grundeigentümer des Waldes vom Hüttenzins. Wenn nach maximal 25 Jahren die Holzvorräte in der näheren Umgebung aufgebraucht waren, wanderten die Waldglashütten weiter.
In der Glashüttenforschung ist die Erkenntnislage zu den vorindustriellen Produktionsanlagen der Waldglashütten noch unzureichend. Dies liegt am schlechten Erhaltungszustand der Bodenrelikte. Von den Glasöfen bleiben häufig nur die untersten Teile der steinernen Fundamente und (wie in diesem Fall) ein mit Ziegeln ausgelegter Boden erhalten. Damit lassen sich zwar die Umrisse und die Anordnung der Öfen rekonstruieren, doch die Bauweise der höher gelegenen Ofenteile kann nur vermutet werden. Es ist anzunehmen, dass die zum Teil schlechte Fundlage auch auf die damaligen Glasmacher zurückzuführen ist. Nach der Aufgabe der Hütte könnten sie die Anlage demontiert oder zerstört haben, um ihr Betriebsgeheimnis zu hüten.

## Entdeckung
Den Standort der Waldglashütte im Reiherbachtal entdeckte ein Heimatforscher im Jahr 2004 bei der Suche nach einer Wüstung. Ihm war eine Urkunde des Herzogs Otto des Einäugigen des Fürstentums Göttingen bekannt, die die Übereignung einer Mühle an das Kloster Lippoldsberg in der um 1400 wüst gefallenen Siedlung Bredenbeke zum Inhalt hat. Die Siedlungsstelle konnte der Heimatforscher im Reiherbachtal lokalisieren, als er in Bachnähe auf Steinfundamente von früheren Gebäuden stieß und mittelalterliche Keramik fand. Da er im Bachbett auch einen Stein mit Glasschmelzresten fand, was auf eine Glashütte hinwies, suchte er bachaufwärts weiter. Rund 100 Meter von der Wüstungsstelle entfernt, stieß er auf die Reste einer Waldglashütte durch Scherben von Glasschmelzgefäßen im Bachbett. Die Fundstelle trägt die offizielle Bezeichnung Glashütte Kreickgrund I und ist als Bo 5 (Bodenfelde) klassifiziert. Im Tal des Kreickgrundes finden sich höher gelegen mit Kreickgrund 2 und Kreickgrund 3 bzw. Bo 6 und Bo 7 zwei weitere Fundstellen von einstigen Glashütten oder deren Produktionsresten.

## Grabungskampagnen

### 2012
Eine erste Ausgrabung führte das Institut für Kunstgeschichte und Archäologien Europas (IKARE) der Martin-Luther-Universität Halle-Wittenberg im Jahre 2012 durch. Sie wurde, wie auch die folgenden Grabungen, vom Sollingverein, dem Flecken Bodenfelde und der Stadt Uslar unterstützt. Die Ausgrabung erfolgte als Lehr- und Forschungsgrabung durch den Archäologen Hans-Georg Stephan mit rund 15 Studenten. Zuvor war auf dem Gelände eine geophysikalische Prospektion mit der zerstörungsfreien Methode der Geomagnetik vorgenommen worden. Damit können Besonderheiten oder Veränderungen im Boden, wie menschliche Bodeneingriffe durch die Errichtung von Gebäuden oder Ofenstellen, festgestellt werden. Durch den Einsatz eines Magnetometers konnten im Boden Gebäudestrukturen der ehemaligen Glashütte mit mindestens drei Öfen erkannt werden. Bei einem Grabungsschnitt vom Bachbett hinauf zum Plateau des Hüttenplatzes sowie auf einer kleinen freigelegten Fläche wurden Grundmauern von Brennöfen und mit Glas durchsetzte Steine sowie Glasscherben entdeckt. Die Funde lassen darauf schließen, dass die Glashütte im Zeitraum von 1420 bis 1460 Glasgefäße für den alltäglichen Gebrauch und Fensterglas herstellte. Dazu zählen blaue und rote Farbgläser, die für Kirchenfenster produziert wurden. Ein gefundener Silberpfennig aus Bremen entstammt der Zeit um 1420; er kam anscheinend auf dem Schiffswege über die Weser in die Region.

### 2013

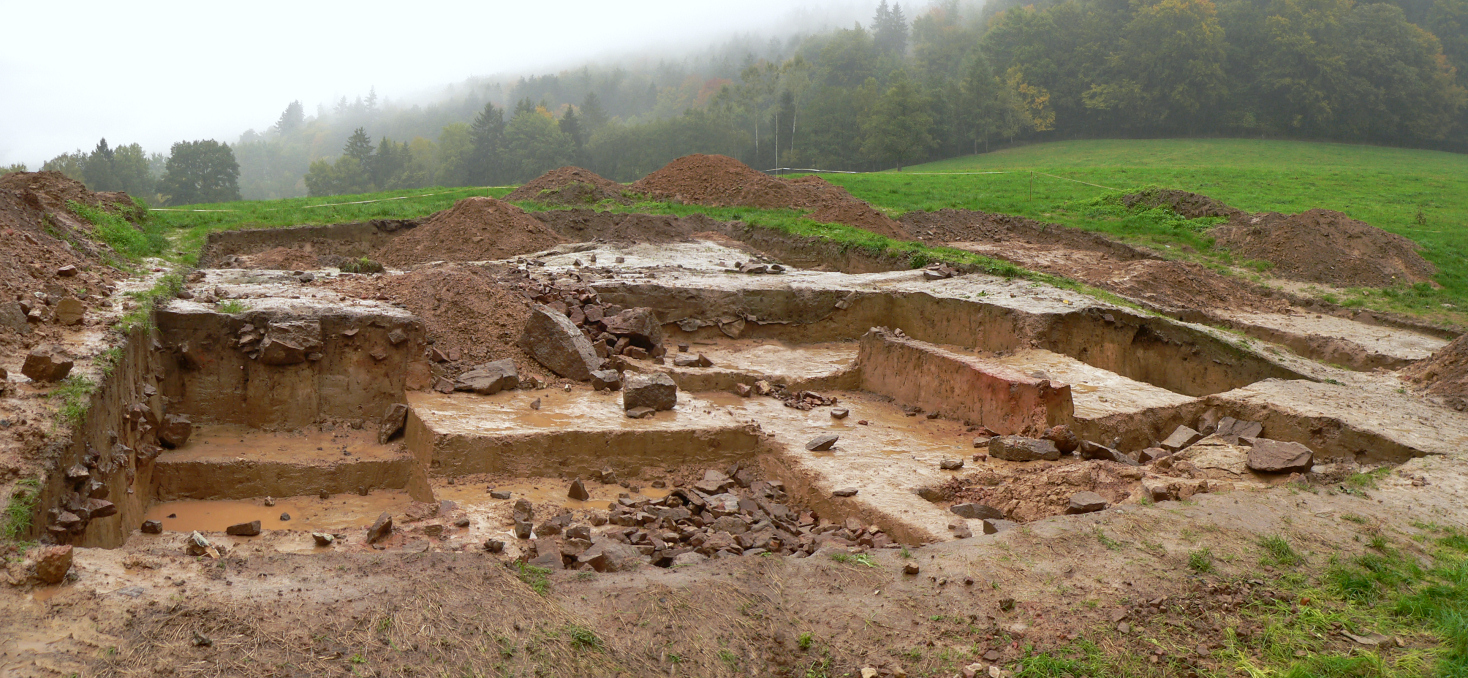
Ausgrabungsgelände nach Ende der Grabung, Herbst 2013

Bei der Grabung im Jahre 2013, wiederum mit 16 Studenten der Martin-Luther-Universität Halle-Wittenberg, wurden die Reste von zwei Glasnebenöfen entdeckt, die stark zerstört waren. Vermutlich sind die Öfen und die Produktionshalle nach Betriebsende abgetragen worden. Die Größe des Betriebsareals lässt darauf schließen, dass zwei Glasmeister in der Hütte tätig waren. Der Fund eines Dachziegels weist darauf hin, dass zur Glashütte feste Gebäude gehörten, die eingedeckt waren. Da Waldglashütten üblicherweise nicht länger als 25 Jahre bestanden, ist die massive Bauweise ein Indiz für einen einst lohnenswerten Betrieb.
Die Ausgräber untersuchten auch eine unterhalb der Glashütte am Bachrand entdeckte Halde mit Produktionsresten. Darunter befand sich grünliches sowie blaues und rot überfangenes Glas. Des Weiteren wurden in der Abfallhalde Fragmente von großen und dickwandigen Glasschmelzgefäßen festgestellt. Die Funde belegen, dass in der Hütte Flach- und Hohlglas hergestellt wurde. Die Grabungsergebnisse bestätigten die bereits im Jahr 2012 vorgenommene Datierung der Hütte in das 15. Jahrhundert. Die Einschätzung beruht auf Fragmenten vorgefundener Gebrauchskeramik sowie technischer Keramik, darunter Reste von Glasschmelzgefäßen und Glas.

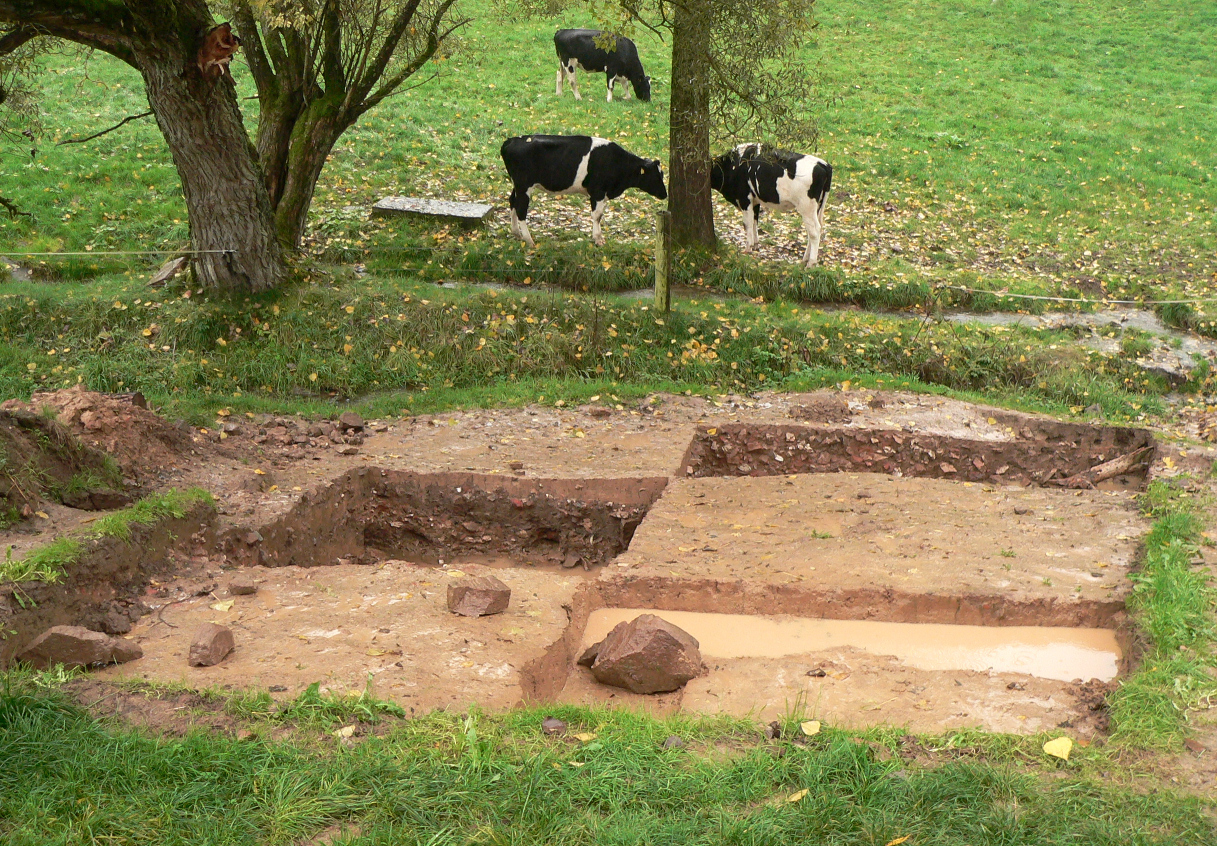
Ausgrabungsbereich der früheren Halden mit Produktionsabfällen direkt am Bachlauf

Die Grabungskampagne 2013 war ursprünglich auf acht Wochen angesetzt und wurde wegen der ausgiebigen Funde um zwei Wochen verlängert.

### 2014
An einer fünfwöchigen Ausgrabung im Jahre 2014 waren 10 Studierende aus Berlin, Freiburg, Halle, China, Großbritannien und Vietnam beteiligt. Zu den Funden gehörten insbesondere Bruchstücke von Schmelzhäfen, in denen Glas geschmolzen wurde. Weitere Funde waren blaue, grüne, und rote Glasscherben. Aus ihnen lässt sich schließen, dass die Glasmacher sich damals weniger auf grünes Gebrauchsglas als auf buntes Flachglas, etwa für Kirchenfenster, spezialisiert hatten. Erkenntnisse über die Art der Brennöfen konnten in der Grabungskampagne 2014 nicht gewonnen werden; dies soll bei einer weiteren Grabung im Jahre 2015 erfolgen.

### 2015
Die vierte Grabungskampagne erfolgte im Jahr 2015 und dauerte drei Monate an. Sie erfolgte durch zwölf Mitarbeiter in Form von Studenten und Arbeitskräften. An den Untersuchungen waren das Institut für Archäologie, Denkmalkunde und Kunstgeschichte der Universität Bamberg sowie die Hochschule für Technik und Wirtschaft Berlin beteiligt. Die drei beteiligten Hochschulen führten bei der Grabung ein von der Deutschen Bundesstiftung Umwelt gefördertes Forschungsprojekt zur schadensfreien Bergung und Konservierung von mittelalterlichem Glas durch.
Zu den Funden an zwei Neben- und einem Hauptofen gehörten Glashäfen sowie Scherben von grünlichem, blauem und rotem Glas. Sie bestehen Analysen zufolge aus Holzascheglas bzw. Holzaschekalkglas, also Waldglas. Es gibt Überlegungen, die Fundstücke nach weiteren Untersuchungen als Dauerleihgabe im Museum in Uslarer auszustellen. Geomagnetische Untersuchungen ergaben, dass die Produktionsfläche der Glashütte ohne die Abraumhalden etwa 1000 m² groß war.